# Consonne affriquée éjective alvéolaire
La consonne affriquée éjective alvéolaire est un son consonantique existant dans certaines langues. Le symbole dans l‘alphabet phonétique international est [t͡sʼ].

## Caractéristiques
Voici les caractéristiques de la consonne affriquée éjective alvéolaire :
- Son mode d'articulation est affriquée, ce qui signifie qu’elle est produite en empêchant d'abord l'air de passer, puis le relâchant à travers une voie étroite, causant de la turbulence.
- Son point d'articulation est alvéolaire, ce qui signifie qu'elle est articulée avec soit la pointe (apical) soit la lame (laminal) de la langue contre la crête alvéolaire.
- Sa phonation est sourde, ce qui signifie qu'elle est produite sans la vibration des cordes vocales.
- C'est une consonne orale, ce qui signifie que l'air ne s’échappe que par la bouche.
- C'est une consonne centrale, ce qui signifie qu’elle est produite en laissant l'air passer au-dessus du milieu de la langue, plutôt que par les côtés.
- Son mécanisme de courant d'air est égressif glottal, ce qui signifie qu'elle est articulée en poussant l'air par la glotte, plutôt que par les poumons.

## Exemples
Cette consonne est courante dans les langues du Caucase :
- On la trouve en géorgien, où elle est écrite ‹ წ ›. /t͡s’/ s’oppose à /t͡s/ ‹ ც ›.
- En avar, adyguéen, abaza, tchétchène et kabarde, ce son est représenté par ‹ цӀ ›.
- En ossète, il s’écrit ‹ цъ ›.